# Iacobeni (gmina w okręgu Suczawa)
Iacobeni – gmina w Rumunii, w okręgu Suczawa. Obejmuje miejscowości Iacobeni i Mestecăniș. W 2011 roku liczyła 1842 mieszkańców.